# Miletus milvius
Miletus milvius är en fjärilsart som beskrevs av Hans Fruhstorfer 1913. Miletus milvius ingår i släktet Miletus och familjen juvelvingar. Inga underarter finns listade i Catalogue of Life.